# Stuart Clark
Stuart Rupert Clark est un joueur de cricket international australien né le 28 septembre 1975 à Sutherland. Ce fast bowler débute avec la Nouvelle-Galles du Sud en 1998. Il est sélectionné pour la première fois avec l'équipe d'Australie en One-day International en 2005 à l'âge de trente ans, puis en Test cricket l'année suivante.

## Bilan sportif

### Principales équipes
| Équipe                 | Test        | ODI         | Twenty20    |
| ---------------------- | ----------- | ----------- | ----------- |
| Australie              | 2006 - 2009 | 2005 - 2009 | 2006 - 2007 |
| Équipe                 | First-class | List A      | Twenty20    |
| Nouvelle-Galles du Sud | 1997-1998 - | 1997-1998 - | 2009-2010 - |
| Middlesex              | 2004 - 2005 | 2004 - 2005 |             |
| Hampshire              | 2007        | 2007        |             |